# Józef Ciastek
Józef Ciastek (ur. 20 lipca 1920 (lub w 1919 roku), zm. w 2012 roku) – polski skrzypek ludowy ze wsi Czermno.
W wieku 12 lat otrzymał pierwsze „skrzypce” (deskę z naciągniętymi strunami), później jego wuj Biniewicz przywiózł mu z Francji prawdziwe skrzypce. Nauczycielem gry był Antoni Szewczyk. Przed wojną Józef Ciastek grywał na lokalnych zabawach wiejskich i weselach.
W czasie wojny był wywieziony na roboty do Niemiec. Ponieważ trafił do tolerancyjnych gospodarzy, mógł rozwijać swój talent, a pomagali mu spotkani skrzypkowie.
Po wojnie był skrzypkiem znanym w okolicy, grał jako solista oraz w kapelach i zaczął występować jako twórca ludowy. Wielokrotnie brał udział w Festiwalach Kapel i Śpiewaków Ludowych w Kazimierzu nad Wisłą, zdobywając tamtejszą nagrodę, Basztę (po raz pierwszy w 1973 roku)
W 1997 roku otrzymał Nagrodę im. Oskara Kolberga w dziedzinie muzyki. Jego twórczość została nagrana dla archiwum Polskiego Radia oraz w filmie „Tańce polskie” (1980), a także na płycie „Muzyka Źródeł – Mazowsze”. Występował w koncercie „Pieśni Ojczystej Ziemi” w Filharmonii Narodowej w Warszawie.
Charakterystyczne dla jego muzyki było zdobienie linii melodycznej trylami oraz rubato.